# Tchung-tao
Tungský autonomní okres Tchung-tao (čínsky v českém přepisu Tchung-tao Tung-cu c’-č’-sien, pchin-jinem Tōngdào Dòngzú zìzhìxiàn, znaky zjednodušené 通道侗族自治县, tradiční 通道侗族自治縣) je autonomní okres ležící v městské prefektuře Chuaj-chua v provincii Chu-nan na jihu Čínské lidové republiky. Rozkládá se v jihozápadním rohu Chu-nanu, na jihu prefektury Chuaj-chua. Na severu sousedí s autonomním okresem Ťing-čou téže prefektury; na západě s provinicií Kuej-čou a na jihu s autonomní oblastí Kuang-si.
Má rozlohu 2 225 km², roku 2018 v okrese žilo 212 200 obyvatel. Vzhledem k významnému podílu národnostních menšin (žijí v něm Tungové, ale i Miaové) na obyvatelstvu má autonomní status.

## Historie
Vládou říše Sung zde byl roku 1102 zřízen okres Luo-meng (罗蒙), následujícího roku přejmenovaný na Tchung-tao.
Po založení Čínské lidové republiky okres postupně podléhal prefekturám Chuej-tchung, roku 1952 Č’-ťiang a téhož roku Čchien-jang. Od roku patří pod prefekturu, resp. městskou prefekturu, Chuaj-chua.
Roku 1954 byl okres Tchung-tao reorganizován v Tungský autonomní okres Tchung-tao. V letech 1959–1961 byl k okresu Tchung-tao připojen sousední okres Ťing.